# European Journal of Ecology
European Journal of Ecology (EJE) je mezinárodní ekologický vědecký časopis, založený v roce 2015, vycházející dvakrát ročně v anglickém jazyce. Časopis založila a vydává Prešovská univerzita v Prešove ve vydavatelství De Gruyter Open. Publikuje originální, nezávislými recenzenty posouzené (peer-review) práce, týkajíce se nejrůznějších oblastí ekologie. Všechny články jsou pro čtenáře volně dostupné (Open Access) a od autorů nejsou požadovány žádné poplatky za publikaci, ani počet stran.